# كلارنس دو
كلارنس دو (بالإنجليزية: Clarence Dow)‏ هو لاعب كرة قاعدة أمريكي، ولد في 2 أكتوبر 1854 في Charlestown, Boston ‏ في الولايات المتحدة، وتوفي في 11 مارس 1893 في سومرفيل في الولايات المتحدة.

## وصلات خارجية
- كلارنس دو على موقعبيزبول رفرنس.كوم (الدوري الرئيسي) (الإنجليزية)